# 范·雅各布森

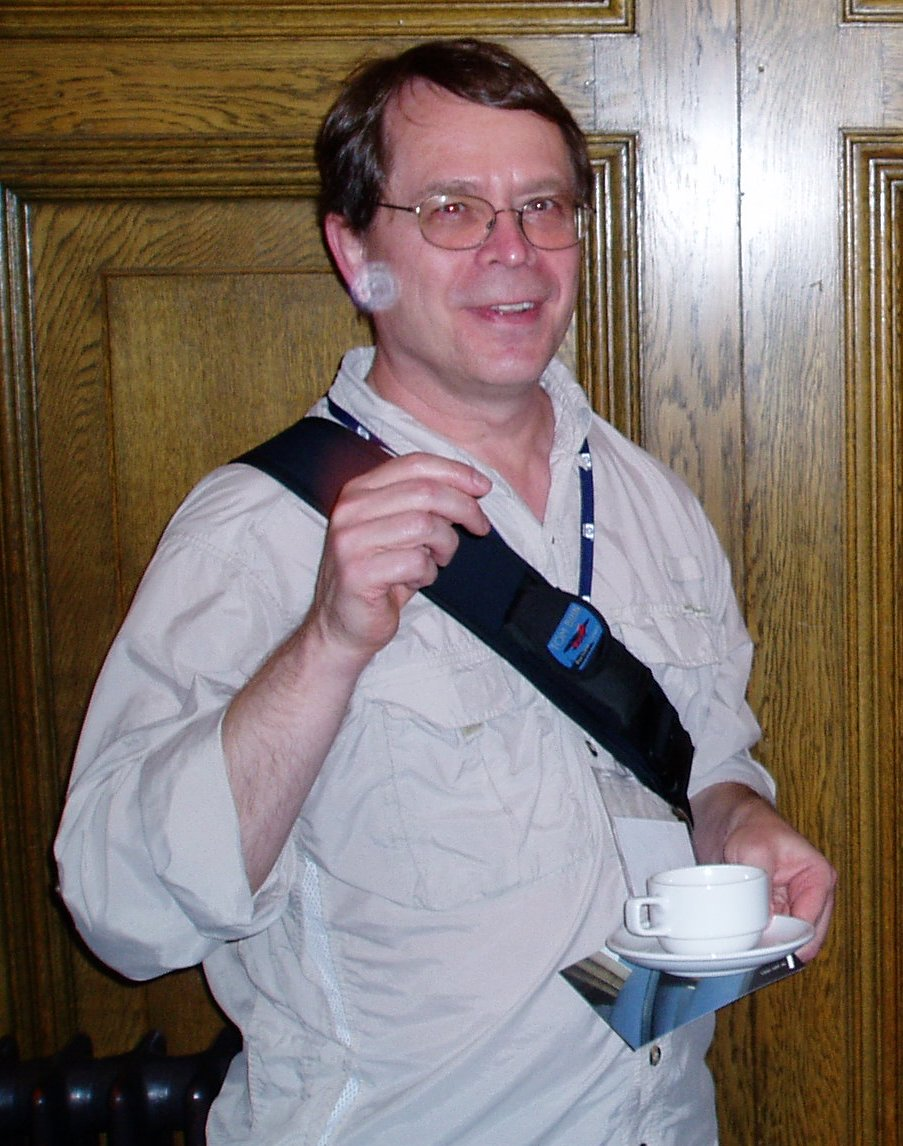
2006年时的范·雅各布森

范·雅各布森（Van Jacobson）是目前作为互联网技术基础的TCP/IP协议栈的主要起草者。他以其在网络性能的提升和优化的开创性成就而闻名。
2006年8月，他加入了帕洛阿尔托研究中心擔任研究员，并在位于相邻的施乐建筑群的Packet Design公司担任首席科学家。在此之前，他曾是思科系统公司首席科学家，并在位于劳伦斯伯克利国家实验室的网络研究小组任领导者。
范·雅各布森因为在提高IP网络性能提升和优化所作的工作而为人们所知；1988到1989年间，他重新设计了TCP/IP的流控制算法（Jacobson算法），这个算法据说拯救了目前因特网网络拥塞的状况。他因设计了RFC 1144中的TCP/IP头压缩协议——即范·雅各布森TCP/IP头压缩协议——而广为人知，其针对慢速链接提高了性能。此外，他也曾与他人合作设计了一些被广泛使用的网络诊断工具，如traceroute，pathchar以及tcpdump 。
由于他所作的贡献，雅各布森获得了2001年ACM SIGCOMM奖，2003年IEEE 小林宏治计算机和通信奖，并于2006年当选美国国家工程院院士。
2006年1月，雅各布森在澳大利亚linux大会(Linux.conf.au)上提出了“有关网络性能提升的另一个点子”(another idea about network performance improvement) （页面存档备份，存于），这便是网络通道(network channels) 这一概念的由来。
2006年8月的Google Tech Talks上，雅各布森讨论了一些關於Content-centric networking的想法。这是他目前在帕洛阿尔托研究中心(PARC)工作的重点。